# Luc Simon
Luc Simon (Reims, 16 luglio 1924 – Clamecy, 6 novembre 2011) è stato un pittore, litografo e vetraio francese. 
È il discendente di una grande e secolare dinastia di maestri vetrai francesi, attivi alla Cattedrale di Reims.

## Biografia
È nato a Reims da Jacques Simon (1890-1974), maestro vetraio, e da Clémence Robinet (1892-1978). Erano maestri vetrai anche il nonno paterno Pierre-Paul Simon (1853-1917) e il bisnonno Jean-Pierre Simon (1813-1874). Aveva due sorelle, Brigitte Simon (1926-2009), che seguì le orme del padre assieme al marito e pittore Charles Marq (1923-2006), e Simone Simon, che fu designer e scultrice.
Nel 1955 sposò la pittrice e scrittrice francese Françoise Gilot, dalla quale divorziò nel 1962, rimanendo comunque in buoni rapporti. Dal loro matrimonio nacque Aurelia Simon (il 19 ottobre 1956), che molto spesso fu modella nelle opere dei genitori. Le opere di Luc Simon sono state esposte in importanti mostre internazionali e le sue opere hanno viaggiato a Mulhouse, Gengenbach, Belfort e alla Pinacoteca di Atene. Le sue opere, fra dipinti  e litografie, sono esposte anche in musei come il Centro Georges Pompidou di Parigi.
Dopo il divorzio da Françoise Gilot si è sposato in seconde nozze con Doris Klausmann, e ha lavorato come vetraio producendo in chiese tra cui la chiesa di Lucy-sur Yonne, nella quale è sepolto.
Con l'ex-figliastra Paloma Picasso ha disegnato le scenografie per Madame, musical scritto da Barbara e Rémo Forlani (1969-1970).
Ha avuto anche una brevissima carriera da attore, ha interpretato Lancillotto in Lancillotto e Ginevra di Robert Bresson nel 1974, al fianco di Laura Duke Condominas, la figlia della famosissima artista francese Niki de Saint Phalle e dello scrittore statunitense Harry Matthews.
È stato testimone nel documentario "Picasso: Reminiscences of Fabienne Strouve" del 1989.
È deceduto il 6 novembre 2011, all'età di 87 anni.